# Cordelia Edvardson
Cordelia Maria Edvardson (ur. 1 stycznia 1929 w Monachium, zm. 29 października 2012 w Sztokholmie) – szwedzka dziennikarka i pisarka pochodzenia żydowskiego, ocalała z Holokaustu.

## Życiorys
Wychowywana była na katoliczkę. Jej ojciec, Hermann Heller, był Żydem aresztowanym przez nazistów i deportowanym do obozów koncentracyjnych Theresienstadt a następnie Auschwitz (więzień A3709). Jej dziadek ze strony matki również był Żydem, który nawrócił się na katolicyzm.
Po emigracji do Szwecji w 1945 rozpoczęła karierę dziennikarską. W latach 1977–2006 była korespondentką z Jerozolimy na Bliskim Wschodzie szwedzkiej gazety Svenska Dagbladet. Napisała pięć książek prozatorskich i poetyckich, dotyczących jej życia spędzonego w nazistowskich obozach koncentracyjnych, imigracji i pobytu w Jerozolimie.

## Upamiętnienie
- W 2004 reżyser Stefan Jarl nakręcił o niej film dokumentalny zatytułowany Flickan från Auschwitz / The Girl from Auschwitz.
- Stolperstein z jej imieniem został umieszczony 2 listopada 2008 na chodniku w Berlinie, przed domem gdzie mieszkała w dzieciństwie[1].

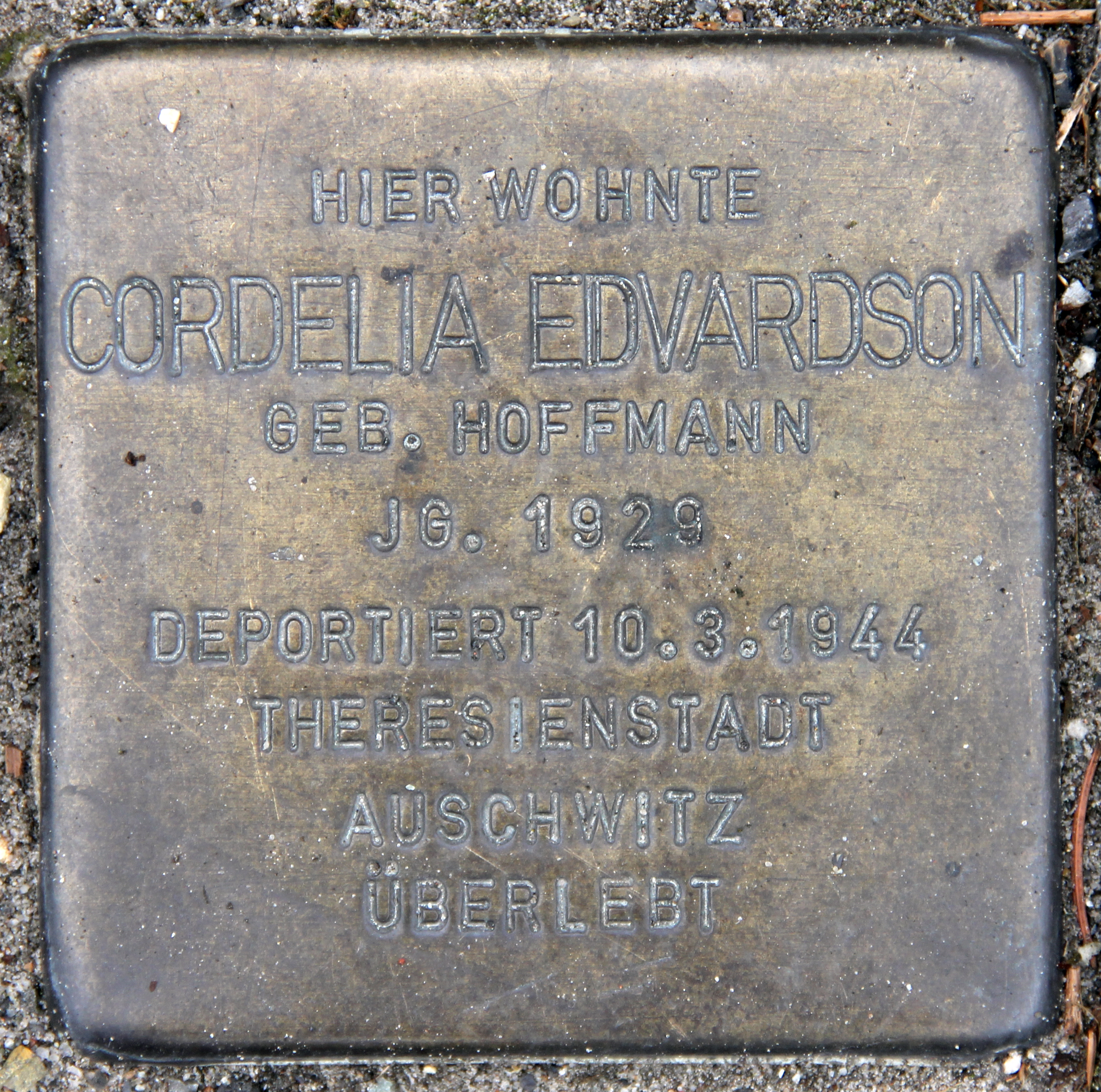
Stolperstein